# Kathendorf
Kathendorf este o comună din landul Saxonia-Anhalt, Germania.